# Ampulex angusticollis
Ampulex angusticollis är en  stekelart som beskrevs av Maximilian Spinola 1841. Ampulex angusticollis ingår i släktet Ampulex och familjen Ampulicidae. Inga underarter finns listade i Catalogue of Life.